# Абаз Купі
Абаз Купі (алб. Abaz Kupi, псевдонім Bazi i Canës; нар. 6 лютого 1892, Круя — пом. 9 січня 1976, Нью-Йорк, США) — албанський військовик, міжвоєнний і післявоєнний політичний діяч, активіст незалежності, діяч руху опору під час Другої світової війни.
Купі у міжвоєнній Албанії працював у тісній співпраці з колишнім королем Ахметом Зогу. Він був капітаном гарнізону у Круї. Пізніше він мав отримав звання майора. Під час Другої світової війни співпрацював з комуністичним рухом опору, хоча він ніколи не належав до комуністів. У листопаді 1944 року він залишив територію Албанії, приєднався до антикомуністичного Комітету вільної Албанії (Komiteti Shqipëria e Lire).